# ヘルマン2世 (バーデン辺境伯)
ヘルマン2世（ドイツ語：Hermann II., 1060年ごろ - 1130年10月7日）は、初代バーデン辺境伯（在位：1074年 - 1130年）。本拠地であるホーエンバーデン城（Altes Schloss）の名からバーデン辺境伯と名乗った。この城は今日のバーデン＝バーデンの町にあった。

## 生涯
ヘルマン2世は、ヴェローナ辺境伯ヘルマン1世とその妃ユーディトの息子である。1112年から1130年までヴェローナ辺境伯でもあった。バーデンの領主（Dominus）、ブウライスガウ伯およびヴェローナ辺境伯と名乗った。1070年ごろにケルト人の古い建物の遺構の上にホーエンバーデン城を建設し、1112年以降にヘルマンはバーデン辺境伯と名乗るようになった。
ヘルマン2世は1116/22年にバックナングにアウグスティノ会修道院を建設した。ヘルマン2世は同修道院に次のような碑文とともに埋葬された。
この墓には、この修道院と寺院の創建者であるバーデン辺境伯ヘルマンが眠っている。彼は、敬虔な処女が出産したときから1130年の後に死去した。彼が子孫とともにここに移されたとき、1500年と10年と3年が経過した。

## 子女
ヘルマン2世はバックナング領主ヘッソ2世の娘ユーディト・フォン・バックナングと結婚し、この結婚によりバックナングはバーデン辺境伯領となった。2人の間には以下の子女が生まれた。
- ヘルマン3世（1105年頃 - 1160年） - バーデン辺境伯
- ユーディト（1062年没） - ケルンテン公ウルリヒ1世と結婚